# Лонгбординг

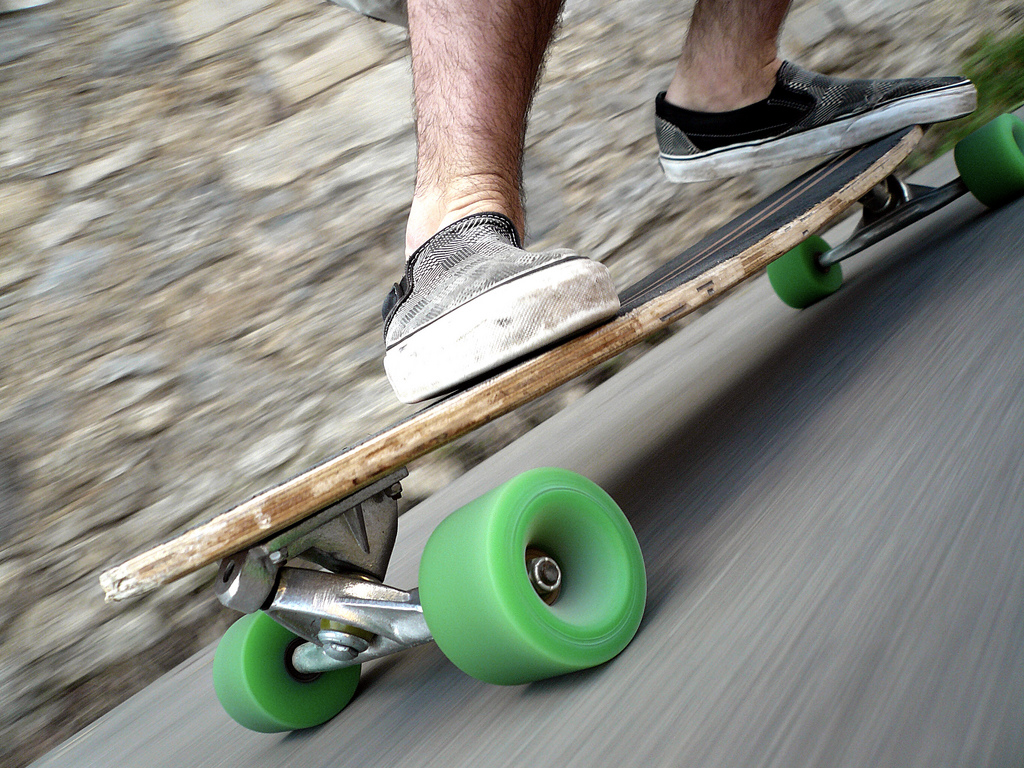
Лонгбординг

Лонгбординг — вид уличного катания, корни которого лежат в сёрфинге.
Катание на лонгборде вызывает сильные эмоциональные ощущения, обуславливающие его экстремальный характер и ожидаемые перспективы достижения высоких скоростей. Он отлично подходит для катания по длинным гладким дорогам.
Этот вид, вместе со скейтбордингом, зародился в 1950-х годах на Западном побережье США. В 1960-х лонгбординг ответвился как самостоятельная дисциплина.
Длина деки лонгборда может меняться в зависимости от предпочтений владельца. Обычная длина доски — от 90 до 150 см (от 36 до 60 дюймов). По сравнению со скейтбордом, лонгборд имеет не только большую доску, но и более мягкие колеса большего диаметра. Такие колеса позволяют незаметнее преодолевать неровности. Такие параметры больше подходят для быстрого плавного катания.
Самое распространенное использование лонгборда — простые поездки на нём, например, на работу. Различные конструкции позволяют выбрать подходящий по стилю вариант. Бывают длинные (110 и более см), короткие (даже до 60 см) и гибридные типы. Подвеска предназначена для плавного хода и удобного управления лонгбордом. Некоторые доски имеют киктэйл, чтобы иметь возможность приподнимать переднюю часть при преодолении препятствий, как на скейтборде. Колеса тоже отличаются: обычно их размер 65-75 мм.
Так как культура катания активно развивается, постоянно смешиваются формы разных типов бордов. Использование опыта смежных направлений позволяет найти новые технические решения и улучшить характеристики лонгбордов. Таким образом, получается большое разнообразие уникальных лонгбордов, являющихся синтезом различных моделей, которые можно объединить в группу гибридных.
Этот спорт является очень интересным и активным, поэтому он завоевывает все новых и новых поклонников.

## Стили катания

### Даунхилл
Даунхилл (с анг. «вниз с холма») или скоростной спуск — стиль катания, при котором райдер стремится достичь максимальной скорости, спускаясь с холма. Даунхильные лонгборды имеют длину деки 95-110 см, так как начиная с длины 70 см ходовые качества улучшаются в сторону стабильности движения. Для обеспечения контроля над доской и избежания эффекта шимми подвеска обычно делается жесткой. Часто даунхильные доски используются и для фрирайда. Часто колеса разнесены по концам деки, чтобы увеличить длину базы, так как это увеличивает стабильность движения. Но иногда они расположены ближе друг к другу для облегчения маневрирования на сложных дорогах. Иногда даже немного опускают подвеску, чтоб центр тяжести оказался ниже. Даунхильщики используют защитные костюмы и шлемы, чтобы защитить себя и уменьшить аэродинамическое сопротивление.

### Слалом
Одним из самых популярных направлений катания на лонгборде является слалом. Как и в других видах спорта, это спуск с огибанием препятствий. Иногда устраиваются соревнования на скорость, но чаще слаломщики получают удовольствие от спуска и наслаждаются самим процессом. В интернете присутствует много красивых видео с захватывающими спусками. Во время движения райдеры часто исполняют опасные трюки. Задние колеса таких лонгбордов более мягкие и цепкие для более хорошего сцепления с дорогой на поворотах, а передние — более жесткие, чтобы уменьшить трение колес при поворотах и развить более высокую скорость.

### Дансинг
Стиль, в котором райдер танцует на доске во время движения. Направление старой школы, дансинг, происходит от бордволкинга в серфинге. Дансинг популяризирован такими людьми как Адам Колтон и Адам «сток-о» Стоковский. Если длина доски свыше 110 см, а ширина достигает 30 см — то это, скорее всего, дансинговая доска. Хотя все движения можно проделать на более мелких бордах, большие доски более удобны, но требуют большего мастерства.
Длина доски не единственный критерий лонгборда. Подвеска, по сравнению со скейтом, сделана более управляемой, а колеса больше и мягче ради плавной езды. Отличием мини-лонгбордов от скейтборда является, как раз, второй критерий, а по длине они могут быть 55- 75 см, как обычные скейты.

### Фрирайд
Спуск с холма, но, в отличие от скоростного спуска, райдер не пытается развить максимальную скорость, делая вместо этого акцент на выполнении агрессивных трюков: слайдов, карвов, прыжков. На фрирайдовые лонгборды ставятся жесткие колеса, на которых удобно скользить. Длина деки составляют примерно 90-110 см, в ширину 20-25 см

### Технический слайд
Дисциплина, несколько схожая с фрирайдом, но отличающаяся упором именно на слайды, в том числе более технически сложные. Деки в техслайде используются ближе к стритовым скейтбордам, колеса также жесткие, обычно 90а и выше.

### Фристайл
Стиль, включающий в себя элементы дэнсинга, но делающий больший упор на техничные трюки. Относительно близок по содержанию к новой школе скейтбординга.

### Круизинг
Использование лонгборда в качестве транспортного средства для повседневной езды (в школу, на работу, в магазин и т. п.). Обычно при этом райдер не выполняет трюки. Средняя скорость передвижения 15-20 км/ч, что в 3-4 раза быстрее передвижения пешком, при этом райдер устает намного меньше, чем пешеход.

### Лонгбординг на большие расстояния
Перемещение на длинные дистанции, используя технику пушинга либо пампинга. Стандартные скейты малопригодны для перемещения на длинные дистанции из-за малого размера колес и короткой деки. Лонгборды для пушинга имеют пониженную деку, таким образом, толкаться ногой удобнее.
Лонгборды для пампинга довольно длинные, имеют повышенную деку и слаломные подвески. Также существуют гибридные доски для обеих техник.

### Слоупстайл
Спуск с горы с выполнением трюков на разных элементах, преимущественно трамплинах. Слоупстайл в лонгбординге ещё не оформился в отдельную дисциплину, однако проводятся соревнования, такие как Ithaca Slide Jam или Downhill Disco, на которых спортсмены соревнуются в искусстве прохождения трамплинов.

### Шлонгбординг
Особую роль в культуре лонгбордов играют шлонгборды. Название происходит от коротких досок для улиц и парков, которые были переделаны в лонгборды. Этимология термина заключается в сложении двух английских слов: shortboard + longboard = shlongboard. Если взять такую короткую доску и разнести пошире колесную базу, то получится шлонгборд. Часто закрепляют колеса у самых краев, что делает посадку более низкой, а наклон колес повышает поворотливость. Обычно колеса даже больше и расставлены шире, чем у обычных лонгбордов. Шлонгборды, как правило, являются самодельными, так как такое приспособление позволяет получить подобный настоящему лонгборду предмет за меньшие деньги. Шлонгборды являются примером мини-лонгборда.

## Технические приемы

### Пушинг
Пушинг (толкание) — способ передвижения на доске, отталкиваясь ногой от земли, аналогично перемещению на самокате. Если райдер толкается не задней, как обычно, а передней ногой, то этот способ называется монго-стиль (mongo style). Для большинства райдеров монго-стиль неудобен, однако, попеременно толкаясь то передней то задней ногой (коньковый ход), можно более равномерно распределять нагрузку на мышцы ног, а также тренировать чувство равновесия.

### Пампинг
Пампинг (накачка, навиливание) — поддержание скорости доски, ускорение без необходимости отталкиваться ногой от асфальта. Делается пампинг либо скрутками тела, либо колебаниями с помощью которых часть инерции передается доске.

### Слайдинг (скольжение)
Самый эффективный и техничный способ торможения. Для выполнения скольжения заднюю часть доски выносят вперед так, что задние и передние колеса оказываются на одной линии перпендикулярной движению. Лонгборды для скольжения, как правило, имеют симметричный вид с одинаковыми носом и хвостом, как у типичного скейта, но более широкие, также различные изогнутые формы. По ширине они обычно 20−25 см. Разделяют скольжение с отклонением назад (Heel side) и с отклонением вперед (Toe side). При хиллсайдинге пятка находится ближе к земле, а при тойсайдинге — пальцы ног ниже, пятка выше. Трюки со скольжением очень эффектны, но нужно выполнять их осторожно, потому что они могут вызвать потерю управления.

### Карвинг
Езда дугами — основной способ контролировать скорость и направление движения лонгборда.

### Торможение
- Соскок. Райдер спрыгивает с доски во время её движения и постепенно замедляет бег. Данный прием безопасен только на низких скоростях (10-20 км/ч), на более высоких он очень опасен. При неудачном спрыгивании райдер начинает падать вперед и, пытаясь удержаться на ногах, разбегается еще быстрее, и в конце-концов все равно падает. Если доска едет со скоростью большей, чем скорость с которой возможно бежать — необходимо использовать другие способы.
- Торможение ногой. Торможение подошвой обуви райдера. При торможении ногой райдер устойчиво стоит на доске на передней ноге, затем неспеша опускает заднюю ногу на асфальт и притормаживает без резких движений. Этот способ приводит к стиранию подошвы. Данный вид торможения предпочтителен в городе, где мало места для других видов торможения. На низкой скорости можно тормозить, топая пяткой ноги в направлении, противоположном движению. Этот метод не стирает подошву и производит меньше шума, таким образом, не привлекая внимания пешеходов. При этом важно удерживать центр тяжести на передней ноге, чтобы не упасть в случае внезапного проскальзывания тормозящей ноги. Особую осторожность надо проявлять на мокрой или посыпанной песком дороге.
- Аэродинамическое торможение. Райдер встает в полный рост и пытается увеличить аэродинамическую площадь, например, расставив руки в стороны. Это не быстрый, но тем не менее ещё один способ торможения, особенно эффективный при встречном ветре.
- Карвинг. Для торможения райдер начинает выписывать дуги, тем самым удлиняя путь, и поворачивая в сторону подъема холма.
- Скольжение стоя. Райдер резко поворачивает туловище, а за ним и доску, толкая её задней ногой так, чтобы она повернулась перпендикулярно движению. Далее, удерживая равновесие, райдер постепенно снижает скорость. Этот метод аналогичен торможению на сноуборде. Данный метод технически сложен и не рекомендуется начинающим.
- Скольжение с опорой на одну или обе руки. Аналогично скольжению стоя, но вдобавок райдер упирается вытянутой рукой (руками) с надетыми слайд-перчатками о землю, таким образом, имея три или четыре точки опоры. Рекомендуется начинающим.
  - Колеман-слайд. Основной вид слайда, выполняется с опором на одну руку и наклоном назад (heelside). Грэб доски второй рукой возможен, но не рекомендуется и является распространённой ошибкой.